# Arie Vermeer
Arie Vermeer (Rotterdam, 1922. július 17. – Rotterdam, 2013. december 16.) válogatott holland labdarúgó hátvéd.

## Pályafutása
1942. október 4-én mutatkozott be az SBV Excelsior csapatában a Neptunus ellen. 1956-ig 13 idényen keresztül 278 mérkőzésen lépett pályára. 1946. november 27-én egy alkalommal szerepelt a holland válogatottban idegenben Anglia ellen, ahol 8–2-es angol győzelem született. Egyike volt annak a négy Excelsior játékosnak, akik a holland válogatottban is bemutatkoztak. Rotterdam nyugati részén hatvan éven keresztül volt egy mészáros boltja.

## Statisztika

### Mérkőzése a holland válogatottban
| Hollandia | Hollandia          | Hollandia                | Hollandia | Hollandia | Hollandia | Hollandia  | Hollandia | Hollandia |
| #         | Dátum              | Helyszín                 | Hazai     | Eredmény  | Vendég    | Kiírás     | Gólok     | Esemény   |
| --------- | ------------------ | ------------------------ | --------- | --------- | --------- | ---------- | --------- | --------- |
| 1.        | 1946. november 27. | Huddersfield, Leeds Road | Anglia    | 8 – 2     | Hollandia | barátságos | -         |           |
|           | Összesen           |                          |           | 1         | mérkőzés  |            | 0         | gól       |